# Vänner och fiender
Vänner och fiender var en svensk TV-serie (såpopera). Serien hade premiär 30 oktober 1996 på TV3 där den sändes tills 1997 då den flyttade till Kanal 5 den 8 september 1997 till dess att serien lades ner 9 juni 2000. Serien utspelade sig till en början i den fiktiva staden Erikshamn, och de två sista säsongerna i både Stockholm och Erikshamn till slutet, som enbart utspelar sig i Stockholm. Handlade främst om de tre vännerna Kicki, Pernilla och Madde samt deras familjer. Ledmotivet, Vänner, framfördes av gruppen Together. Serien fick en norsk version, och de använde sig av samma studior som det svenska teamet.
Serien spelades in bland annat i "Hollyhammar", filmstudios i några före detta fabrikslokaler i Hallstahammar. 

## Om serien
Våren 1997 uppstod en konflikt mellan TV3 och produktionsbolaget Jarowskij som ledde till att Jarowskij erbjöd Kanal 5 att ta över serien, vilket de gjorde. När Kanal 5 skulle börja sända serien hade TV3 fortfarande rättigheterna till 33 avsnitt som ännu inte sänts. TV3 drog ut på visningen av dessa avsnitt, men Kanal 5 valde att börja sända de avsnitt de beställt med start den 8 september 1997. Då valde TV3 att börja sända de kvarvarande avsnitten parallellt med Kanal 5. Följaktligen hade både avsnitt 136 och 170 premiär samtidigt i TV3 respektive Kanal 5. TV3 lämnade in en stämningsansökan mot Kanal 5 för att de börjat visa sina avsnitt, men denna avslogs.
I mitten av första säsongen på Kanal 5 låg serien i snitt på 300 000 tittare,[källa behövs] medan TV3 hade sina bästa tittarsiffror på länge 600 000.[källa behövs]
När serien flyttades från TV3 till Kanal 5 hoppade Petra Hultgren av och började istället med Vita lögner. Anledningen till avhoppet hade att göra med hennes kontrakt med TV3.[källa behövs]

## Hotel Seger
Efter seriens slut försökte Kanal 5 ge sig på en ny såpa, svenska versionen av norska succé såpan Hotel Cæsar. Hotel Cæsar är den längst långlivade serien/tv-såpan i Skandinavien genom tiderna, med över 2000 avsnitt. Hotel Seger som den fick heta i sin svenska version var ett rent fiasko med knappt 100 000 tittare. Serien sändes i en säsong (170 avsnitt) innan den lades ner.[källa behövs]

## Rollista (i urval)
- Ahnna Rasch - Jenny Eriksson
- Allan Svensson - Sven- Olof Sundin
- Anki Lidén - Karin Sundin
- Anna Hansson - Pernilla Sundin
- Anton Elg Tyskling - Anton Rahm
- Daniel Nyrén - Henrik Rahm
- Eric Donell - Jörgen Sjölinder
- Henrik Norberg - Niklas Sundin
- Jenny Ulving - Gabriella 'Bella' Åqvist
- Johanna Lazcano Osterman - Cecilia
- Leif Ahrle - Bosse Åqvist
- Lisa Fabre - Lotta Grebke
- Lisa Kock - Elinor Alfvén
- Louise Edlind - Marianne Åqvist
- Marcus Larsson - Ralph
- Martin De Marino - Dragan Rakovic
- Mia Ternström - Stephanie
- Miroslav Ozanic - Miro Rakovic
- Niklas Engdahl - Toni Silvestri
- Per Holmberg - Kapten Grebke
- Petra Hultgren - Madeleine Åqvist
- Rachel Mohlin - Kicki Lindberger
- Sara Alström - Madeleine Åqvist
- Stig Engström - Leonard Alfvén
- Sussie Eriksson - Bitte Petersson
- Therese Lundell - Suzette
- Klas Olsson - Fabian Lagerström